# الکس جونز (مجری تلویزیونی اهل ولز)
شارلوت الکساندرا جونز (به انگلیسی: Charlotte Alexandra Jones) (متولد ۱۸ مارس ۱۹۷۷) یک مجری تلویزیون است، او بخاطر همکاری در اجرای برنامهٔ تلویزیونی The One Show در شبکه تلویزیونی بی‌بی‌سی وان معروف شد.

## رزومه کاری
تلویزیون
| سال              | عنوان                                | نقش           | کانال      | یادداشت            |
| ---------------- | ------------------------------------ | ------------- | ---------- | ------------------ |
| ۲۰۱۰-            | یک نمایش                             | شرکت کننده    | BBC One    | با مت بیکر         |
| ۲۰۱۱–۲۰۱۳        | بیایید رقص برای کمیک / ورزشی امداد   | شرکت کننده    | BBC One    | با استیو جونز      |
| ۲۰۱۱             | باید بیای برقصی                      | شرکت کننده    | BBC One    |                    |
| ۲۰۱۲، ۲۰۱۴، ۲۰۱۶ | ورزش‌های امدادی بازی نمایش            | شرکت کننده    | BBC One    | با مت بیکر         |
| ۲۰۱۴             | زنده از قلعه ادینبورگ                | ارائه کننده   | BBC One    | تلویزیون ویژه ویژه |
| ۲۰۱۴             | خم شدن                               | نمایش شب شنبه | BBC One    |                    |
| ۲۰۱۵–۲۰۱۶        | بستن تماس: در دوربین                 | ارائه کننده   | BBC One    | مجموعه روزانه      |
| ۲۰۱۶-            | خوب برای کمتر فروشگاه                | شرکت کننده    | BBC One    | با استفه مک گاورن  |
| ۲۰۱۶             | الکس جونز - باروری و من              | ارائه کننده   | BBC One    | مستند مستقل        |
| ۲۰۱۷-            | اسرار خانواده من                     | ارائه کننده   | W          |                    |
| ۲۰۱۸             | ولز خوشحال است                       | شرکت کننده    | بی‌بی‌سی ولز | با جیسون محمد      |
| ۲۰۱۸             | عروسی سلطنتی شاهزاده هری و مگان مارل | میزبان مهمان  | BBC One    |                    |

حضور مهمان
- آلن کار: مرد وراج (2010)
- Pointless Celebrities (2011)
- Epic Win (2011)
- زنان رها (2011, 2014,2018)
- آیا من به شما دروغ می گویم؟ (2012, 2015, 2021)
- 12 Again (۲۰۱۲)
- Let's Do Lunch with Gino & Mel (2012)
- Room 101 (2013)
- 8 Out of 10 Cats (۲۰۱۳, ۲۰۱۴)
- What's Cooking? (2013)
- The Apprentice: You're Fired! (۲۰۱۳)
- That Puppet Game Show (2013)
- I Love My Country (2013)
- The Sarah Millican Television Programme (2013)
- The Chase: Celebrity Special (2013)
- The Michael McIntyre Chat Show (2014)
- W1A (2015)
- The Box (2015)
- Duck Quacks Don't Echo (2015)
- The TV That Made Me (2016)
- Michael McIntyre's Big Show (2016)
- The Hairy Bikers Home for Christmas (2017)
- Mary Berry's Christmas Party (2017)

فیلم
| سال  | عنوان                  | نقش        | یادداشت |
| ---- | ---------------------- | ---------- | ------- |
| ۲۰۱۶ | کاملاً افسانه: این فیلم | ظاهر Cameo |         |